# Volby prezidenta USA 1860
Volby prezidenta Spojených států amerických v roce 1860 se konaly v úterý 6. listopadu, jakožto 19. volby prezidenta Spojených států v pořadí. Prezidentem byl zvolen Abraham Lincoln a viceprezidentem Hannibal Hamlin. V reakci na výsledky voleb 7 amerických států vyhlásilo vystoupení z Unie a založení Konfederace, což vyústilo v občanskou válku.

## Předchozí události
Když demokratický prezident James Buchanan před volbami otevřeně podpořil rozsudek upírající černochům americké občanství, demokraté se rozštěpili na dvě frakce. Severní protiotrocká i jižní prootrocká část strany do voleb nominovaly své vlastní kandidáty. Do boje o prezidentské křeslo se k rozpolceným demokratům přidala do té doby neúspěšná nová strana - republikáni. Teprve šest let staré politické hnutí, které vzniklo na odpor proti otrokářům skupujícím půdu obyčejných farmářů, získalo na oblibě nejen na americkém severu, ale i v nových západních státech. Do voleb vyslali republikáni umírněného, ale schopného řečníka, právníka s politickou praxí Abrahama Lincolna, který mimo jiné sliboval zastavení šíření otroctví.

## Výsledky
| Kandidát na prezidenta | Kandidát na viceprezidenta | Strana            | Hlasování   | Hlasování | Počet volitelů                   |
| Kandidát na prezidenta | Kandidát na viceprezidenta | Strana            | Počet hlasú | %         | Počet volitelů                   |
| ---------------------- | -------------------------- | ----------------- | ----------- | --------- | -------------------------------- |
| Abraham Lincoln        | Hannibal Hamlin            | Republikáni       | 1 865 908   | 39,82%    | 180                              |
| John C. Breckinridge   | Joseph Lane                | Jižní demokraté   | 848 019     | 18,10%    | 72                               |
| John Bell              | Edward Everett             | Konstituční unie  | 590 901     | 12,61%    | 39                               |
| Stephen A. Douglas     | Herschel V. Johnson        | Severní demokraté | 1 380 202   | 29,46%    | 12                               |
| Ostatní                | Ostatní                    | Ostatní           | 531         | 0,01%     | 0                                |
| Celkem                 | Celkem                     | Celkem            | 4 685 561   | 100%      | 303 (152 potřebných k vítězství) |

| \| Hlasy voličů \| Hlasy voličů \| Hlasy voličů \| Hlasy voličů \| Hlasy voličů \| \| ------------ \| ------------ \| ------------ \| ------------ \| ------------ \| \| \| \| \| \| \| \| Lincoln \| Lincoln \| \| 38,82 % \| 38,82 % \| \| Douglas \| Douglas \| \| 29,46 % \| 29,46 % \| \| Breckinridge \| Breckinridge \| \| 18,10 % \| 18,10 % \| \| Bell \| Bell \| \| 12,61 % \| 12,61 % \| |              |  |         |         |
| Hlasy voličů |              |  |         |         |
| |              |  |         |         |
| Lincoln | Lincoln      |  | 38,82 % | 38,82 % |
| Douglas | Douglas      |  | 29,46 % | 29,46 % |
| Breckinridge | Breckinridge |  | 18,10 % | 18,10 % |
| Bell | Bell         |  | 12,61 % | 12,61 % |

| \| Hlasy volitelů \| Hlasy volitelů \| Hlasy volitelů \| Hlasy volitelů \| Hlasy volitelů \| \| -------------- \| -------------- \| -------------- \| -------------- \| -------------- \| \| \| \| \| \| \| \| Lincoln \| Lincoln \| \| 59,4 % \| 59,4 % \| \| Breckinridge \| Breckinridge \| \| 23,76 % \| 23,76 % \| \| Bell \| Bell \| \| 12,87 % \| 12,87 % \| \| Douglas \| Douglas \| \| 3,96 % \| 3,96 % \| |              |  |         |         |
| Hlasy volitelů |              |  |         |         |
| |              |  |         |         |
| Lincoln | Lincoln      |  | 59,4 %  | 59,4 %  |
| Breckinridge | Breckinridge |  | 23,76 % | 23,76 % |
| Bell | Bell         |  | 12,87 % | 12,87 % |
| Douglas | Douglas      |  | 3,96 %  | 3,96 %  |

## Následující události
Přestože Lincoln neplánoval zrušení otroctví tam, kde již bylo, a zachování jednoty Unie pro něj bylo prvořadé, na jeho zvolení zareagovala Jižní Karolína tím, že se 20. prosince rozhodla vystoupit z Unie. Následovaly ji Mississippi, Florida, Alabama, Georgia, Louisiana a Texas. Vznikly tak Konfederované státy americké s vlastní ústavou, jejichž prezidentem byl zvolen Jefferson Davis.